# Andrews (South Carolina)
Andrews is een plaats (town) in de Amerikaanse staat South Carolina, en valt bestuurlijk gezien onder Georgetown County en Williamsburg County.

## Demografie
Bij de volkstelling in 2000 werd het aantal inwoners vastgesteld op 3068.
In 2006 is het aantal inwoners door het United States Census Bureau geschat op 3023, een daling van 45 (-1,5%).

## Geografie
Volgens het United States Census Bureau beslaat de plaats een oppervlakte van
5,7 km², geheel bestaande uit land. Andrews ligt op ongeveer 9 m boven zeeniveau.

## Geboren in Andrews
- Chubby Checker (1941), zanger
- Chris Rock (1965), acteur, komiek, producer

## Plaatsen in de nabije omgeving
De onderstaande figuur toont nabijgelegen plaatsen in een straal van 36 km rond Andrews.